# Colegio Oficial de Arquitectos de Canarias
El Colegio Oficial Interinsular de Arquitectos de Canarias, COAC, es un colegio profesional de arquitectos de la Comunidad Autónoma de Canarias (España). Como colegio profesional oficial es una Corporación de derecho público.

## Historia
Hasta febrero de 1969, en que se crea el Colegio Oficial de Arquitectos de Canarias (COAC), los profesionales isleños dependían del Colegio de Andalucía Occidental, Badajoz y Canarias.
Desde su creación, sólo existió un único Colegio Oficial de Arquitectos, con sede en la isla de Tenerife (decreto de fundación: 374/1969 de 27 de febrero) y dos delegaciones provinciales en Las Palmas y Tenerife. La sede tuvo distintos emplazamientos, como una oficina en la plaza de La Candelaria o en el Colegio de Médicos en la calle Horacio Nelson, hasta que en febrero de 1972 se inaugura la sede actual, situada en la Plaza Arquitecto Alberto Sartoris.
En mayo de 1990 el COAC renueva sus estatutos para organizarse en torno a la idea matriz de la región y la isla; la región como marco general para la gestión de los asuntos suprainsulares y el ejercicio de las potestades representativa, deontológica, normativa y de coordinación en garantía de la unidad de acción básica y de igualdad en el ejercicio profesional; y la isla como marco para la gestión de los respectivos intereses insulares. A tal fin, la estructura organizativa del COAC pasa a tener dos Demarcaciones de Régimen Pleno (Tenerife-La Gomera-El Hierro, y Gran Canaria) y tres Demarcaciones de Régimen Limitado (La Palma, Lanzarote y Fuerteventura). Este Estatuto Particular del COAC sufre diferentes modificaciones, principalmente debidas por un lado a adaptaciones a legislación sobrevenida (Modificación de los Estatutos Generales del Consejo Superior de los Colegios de Arquitectos de España, Ley Estatal del Suelo y Valoraciones, Ley de Medidas Liberalizadoras en Materia de Suelo y Colegios Profesionales, Ley Canaria de Colegios Profesionales) como a modificaciones coyunturales de la economía y de la práctica profesional.
En julio de 2012 los arquitectos residentes en la isla de Gran Canaria iniciaron un proceso de segregación, fuera del marco estatutario, para constituirse como colegio profesional independiente con la denominación Colegio Oficial de Arquitectos de Gran Canaria. El Decreto para su segregación fue aprobado por el Consejo de Gobierno de la Comunidad Autónoma Canaria el 12 de diciembre de 2014 y publicado en el «Boletín Oficial de Canarias nº 2014/246 (anuncio 5.616) el 19 de diciembre de 2014».. Tras el proceso de segregación la organización pasa a denominarse Colegio Oficial Interinsular de Arquitectos de Canarias, COIAC.
En octubre de 2015, los colegiados de las Demarcaciones de La Palma, Fuerteventura y Lanzarote iniciaron sendos procesos de segregación, esta vez siguiendo el marco establecido en el estatuto particular, actualmente en curso de resolución.
Los Colegios de Arquitectos de Canarias que resulten de este proceso de descomposición deberán agruparse en un Consejo Autonómico para su integración en el Consejo Superior de los Colegios de Arquitectos de España (CSCAE), que es el organismo que agrupa y representa a los arquitectos a nivel nacional.
Durante su historia, han sido Decanos del COAC:
D. Rubens Henríquez Hernández (01/01/1969 - 18/05/1973)
D. Salvador Fábregas Gil (18/05/1973 - 20/05/1975)
D. José A. Domínguez Anadón (20/05/1975 - 07/10/1977)
D. Alberto Monche Escubos (07/10/1977 - 28/12/1977)
D. Carlos J. Hernández Gómez (28/12/1977 - 11/10/1979)
D. Luís Cabrera Sánchez-Real (11/10/1979 - 30/10/1980)
D. Manuel Roca Suárez (30/10/1980 - 30/06/1981)
D. Luís M. Martín Rodríguez (30/06/1981 - 31/05/1985)
D. Carlos Guigou Fernández (31/05/1985 - 19/04/1988)
D. Hugo Luengo Barreto (19/04/1988 - 29/05/1988)
D. Carlos Ardanaz Miranda (29/05/1988 - 10/05/1993)
D. Manuel Padilla Gómez (10/05/1993 - 08/10/1993)
D. Francisco González Reyes (08/10/1993 - 10/06/1996)
D. Juan C. Reveriego Fabrellas (10/06/1996 - 09/07/1999)
D. Ramiro Cuende Tascón (09/07/1999 - 17/06/2002)
D. Juan Torres Alemán (17/06/2002 - 10/06/2008)
D. Virgilio Gutiérrez Herreros (10/06/2008 - 19/04/2010)
D. Víctor Hernández Pérez (19/04/2010 - 24/05/2011)
Dª. Dolores Cabrera López (24/05/2011 - 03/06/2014)

## Regulación y organización
Los Estatutos que regulan el funcionamiento del COIAC fueron aprobados por la Asamblea de colegiados el 29 de mayo de 1990 y modificados por última vez el 14 de mayo de 2015. Esta última versión de los estatutos está publicada en «Boletín Oficial de Canarias nº 2015/177 (anuncio 4.138) el 10 de septiembre de 2015»..
El actual Decano del COIAC es D. Joaquín Mañoso Valderrama.

## Arquitectos en Canarias
- Diego Nicolás Eduardo (1734-1798)
- José Luján Pérez (1756-1815)
- Manuel de Oraá y Arcocha (1822-1889)
- Secundino Zuazo Ugalde (1887-1971)
- Miguel Martín-Fernández de la Torre (1894-1979)
- Luís Cabrera Sánchez-Real (1911-1980)